# Levantamento terra
O levantamento terra (ou peso morto) é um exercício composto de treinamento com pesos que desenvolve o grupo muscular das costas, mas também afeta outras regiões do corpo, incluindo os músculos glúteos máximos, os quadríceps femurais, os músculos isquiossurais, os trapézios, músculos grandes dorsais e o sacroiliolombar. É um dos três exercícios-padrão do levantamento de peso básico, juntamente com o agachamento e o supino.
O levantamento terra pode ser facilmente confundido com o stiff, considerando sua semelhança, entretanto, vale lembrar que o stiff enfatiza os glúteos e bíceps femoral, enquanto o terra enfatiza os músculos dorsais. A diferença básica entre ambos é a amplitude do movimento e a flexão dos joelhos.[carece de fontes?]
Levantamento terra é executado em três fases: a preparação, o movimento e o bloqueio.
Durante a fase de preparação, o atleta se posiciona atrás da barra, que repousa ao chão, mantém os pés plantados abaixo da mesma, em um leve ângulo, e abaixa-se para alcançar a barra com as duas mãos, enquanto mantém a coluna vertebral recta e os joelhos não demasiado avançados. Por fim, o atleta contrai os ombros para trás.
Durante a fase de movimento, o atleta ergue a barra em um movimento contínuo, com o objectivo de ficar completamente erecto.
A fase de bloqueio consiste em manter-se completamente erecto, com os músculos lombares, abdominais e dos glúteos contraídos e a pélvis em posição neutra.
Por fim, é necessário executar os mesmos movimentos na ordem inversa para regressar a barra à posição original.

## Técnica
A técnica neste exercício é particularmente importante porque por se conseguir usar muitos músculos do corpo, pode-se facilmente lesionar caso se faça alguma coisa mal, estes são alguns dos aspectos fundamentais na execução do exercício:
- As costas devem estar direitas, nunca se deve fazer o exercício com as costas curvadas para evitar lesões, pode-se começar por fazer com as palmas das mãos viradas para fora, forçando desta forma a extensão da caixa torácica.
- O agarre deve ser feito com mais enfase nos dedos mais fortes: polegar, indicador e dedo médio, fazer demasiada força com o anelar o dedo pequeno pode levar a lesões no pulso
- Os braços devem estar esticados e não curvam para puxar a barra para cima, apenas funcionam como se fossem cordas.
- Os pés devem estar ligeiramente virados para fora e os joelhos devem estar sempre alinhados na direção dos pés.

## Recordes mundiais
- Levantamento terra equipado padrão, no estilo strongman (com traje de levantamento terra e alças,  straps) — 501 kg (1 105 lb) por Hafþór Júlíus Björnsson da Islândia (série World's Ultimate Strongman Feats of Strength, 2020)[5]
- Levantamento terra bruto (raw) padrão, em competição de levantamento de peso básico (sem traje ou alças de levantamento terra, somente cinto) — 460 kg (1 015 lb) por Benedikt Magnússon da Islândia (2011 Ronnie Coleman Classic / Hardcore Clash of the Titans IV)[6]